# 야오이천
야오이천(중국어: 姚奕辰, 병음: Yáo Yìchén, 한자음: 요혁진, 1985년 1월 28일 ~ )은 중국의 배우이다.

## 출연작

### 드라마
- 2013년 CCTV-8 황금강당극장 《당조랑만영웅》 - 이산 역
- 2014년 유쿠 웹드라마 《소시대지절지시대》 - 허웨이 역
- 2014년 후난위성텔레비전 찬석독파극장 《신조협려 2014》 - 진현풍 역
- 2015년 저장 위성 텔레비전 중국람극장 《요재신편》 - 황제 역
- 2015년 장쑤 위성 텔레비전 행복극장 《아적보패》 - 조사리 역
- 2015년 저장 위성 텔레비전 중국람극장 《다이아몬드 러버》 - 임지량 역
- 2016년 후난위성텔레비전 찬석독파극장 《청구호전설》 - 탁운 역
- 2018년 장쑤 위성 텔레비전 행복극장 《하일참별리》 - 팡다하이 역
- 2019년 동방 위성 텔레비전 동방극장 《진아문환년경》 - 뤄종량 역
- 2019년 텐센트 웹드라마 《도묘필기 2》 - 오삼성 역
- 2019년 아이치이 웹드라마 《금의지하》 - 사소 역
- 2020년 유쿠 웹드라마 《유리미인살》 - 정노 역
- 2021년 후난위성텔레비전 금응독파극장 《여군가》 - 한악 역
- 2021년 아이치이 웹드라마 《주생여고》 - 류사잠 역
- 2024년 후난위성텔레비전 금응독파극장 《장락곡》 - 서상인 역